# Ty Cobb
Pour les articles homonymes, voir Cobb.
Tyrus Raymond « Ty » Cobb (18 décembre 1886 - 17 juillet 1961) est un célèbre joueur de baseball américain. Il a longtemps rivalisé avec Babe Ruth pour le titre de meilleur joueur de l'histoire du sport. Son surnom était The Georgia Peach. Il fut le premier joueur à avoir été introduit au Temple de la renommée du baseball, en 1936. Cobb a fini sa carrière avec une moyenne au bâton de 0,367, la plus haute dans l'histoire du baseball. Il était aussi le premier en points marqués avec 2245. Son record de 4191 coups sûrs n'a été surpassé qu'au milieu des années 1980 par Pete Rose.

## Carrière professionnelle

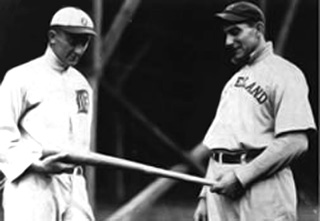
Ty Cobb à gauche et à sa droite Nap Lajoie (Napoléon Lajoie) grand rival de Ty Cobb

### Tigers de Détroit
Cobb a joué sa première partie avec les Tigers de Détroit à l'âge de 18 ans en 1905. À la fin de cette saison, Sa mère a tué son père avec un fusil, croyant que c'était un voleur. Elle fut pardonnée en 1906.
Cobb n'a frappé que 0,240 en 1905 mais se vit octroyer un contrat de $1500. Dès 1907, il est devenu le voltigeur de centre des Tigers, avec qui il a remporté le championnat de la Ligue américaine trois fois d'affilée mais a perdu la Série mondiale les trois fois, et n'a frappé que  0,262 avec 9 points produits en 17 parties lors des trois séries. Également en 1907, Cobb est devenu le plus jeune champion de la moyenne au bâton, n'ayant que 20 ans.
En 1909, il a gagné la triple couronne - c'est-à-dire qu'il a mené la Ligue à la moyenne au bâton, en points produits et en coups de circuit. Cependant, il n'a frappé que 9 circuits, tous les 9 étant sur frappe intérieure. 1910 fut une saison controversée, Cobb et Napoleon Lajoie furent presque en égalité à la fin de la saison pour la meilleure moyenne au bâton. Cobb n'a pas joué le dernier match de la saison parce que sa moyenne était supérieure à celle de Lajoie. Cependant, Lajoie a frappé 7 coups sûrs en 8 présences au bâton pour gagner le titre par un seul point. Cependant, il y a eu des accusations que le gérant des Browns de Saint-Louis a demandé que ses défenseurs laissent tomber la balle pour que Lajoie puisse frapper librement les coups sûrs. Son dernier coup sûr fut même déclaré une erreur et donc un retrait mais le gérant des Indians a insisté pour que l'arbitre déclare que la frappe était un coup sûr. Pour éviter la controverse, les deux joueurs Cobb et Lajoie furent déclarés champion de la moyenne au bâton.
À partir de 1911, le trophée pour le meilleur joueur des ligues majeures fut introduit, donc ce ne fut plus simplement le joueur avec la moyenne la plus élevée qui gagnerait le prix. Cette saison, Cobb a frappé 0,420 avec 127 points produits et 147 points comptés et fut élu le premier meilleur joueur de la Ligue américaine.
En 1915, Cobb a fini deuxième à la moyenne au bâton, battu par Tris Speaker. Ce fut la première fois depuis 1906 que Cobb n'a pas mené la Ligue. Cependant, cette saison, il a volé 96 buts, le record de la Ligue majeure jusqu'en 1962 quand Maury Wills a volé plus de 100 buts. Le 19 août 1921, Cobb a enregistré son 3000e coup sûr, le plus jeune à le faire et aussi le plus rapide, n'ayant enregistré que 8093 présences au bâton.

### Première Guerre mondiale
En octobre 1918, Cobb s’enrôle dans la branche armée du Chemical Corps de l’armée des États-Unis et est envoyé au quartier général des forces expéditionnaires alliées à Chaumont en France où il servit durant 67 jours avant de repartir en Amérique.

### Gérant-joueur
En 1921⁣, Cobb est devenu gérant des Tigers, et a enregistré 479 victoires pour 444 défaites, sans remporter aucun titre de champion de la Ligue américaine. Cobb fut accusé de tricher par son propre lanceur Dutch Leonard. En 1919, Cobb fut le gérant des Tigers et Tris Speaker fut le gérant des Indians. Speaker et Cobb avaient apparemment parié sur le résultat du match d'après l'investigation conduite par Kenesaw Mountain Landis, un juge local. Cobb a pris sa retraite du baseball professionnel à la fin de 1926 avec 3902 coups sûrs.

### Carrière avec Philadelphie
Entre 1926 et 1927, Cobb a recommencé à jouer et a rejoint les Athletic's de Philadelphie à l'âge de 40 ans. Il a accumulé 175 coups sûrs dont son 4000e le 11 mai 1927, un double. Le 3 septembre 1928, il a enregistré son 4191e et dernier coup sûr de sa carrière, il a fait son dernier retrait au bâton le 11 septembre.

## Réputation

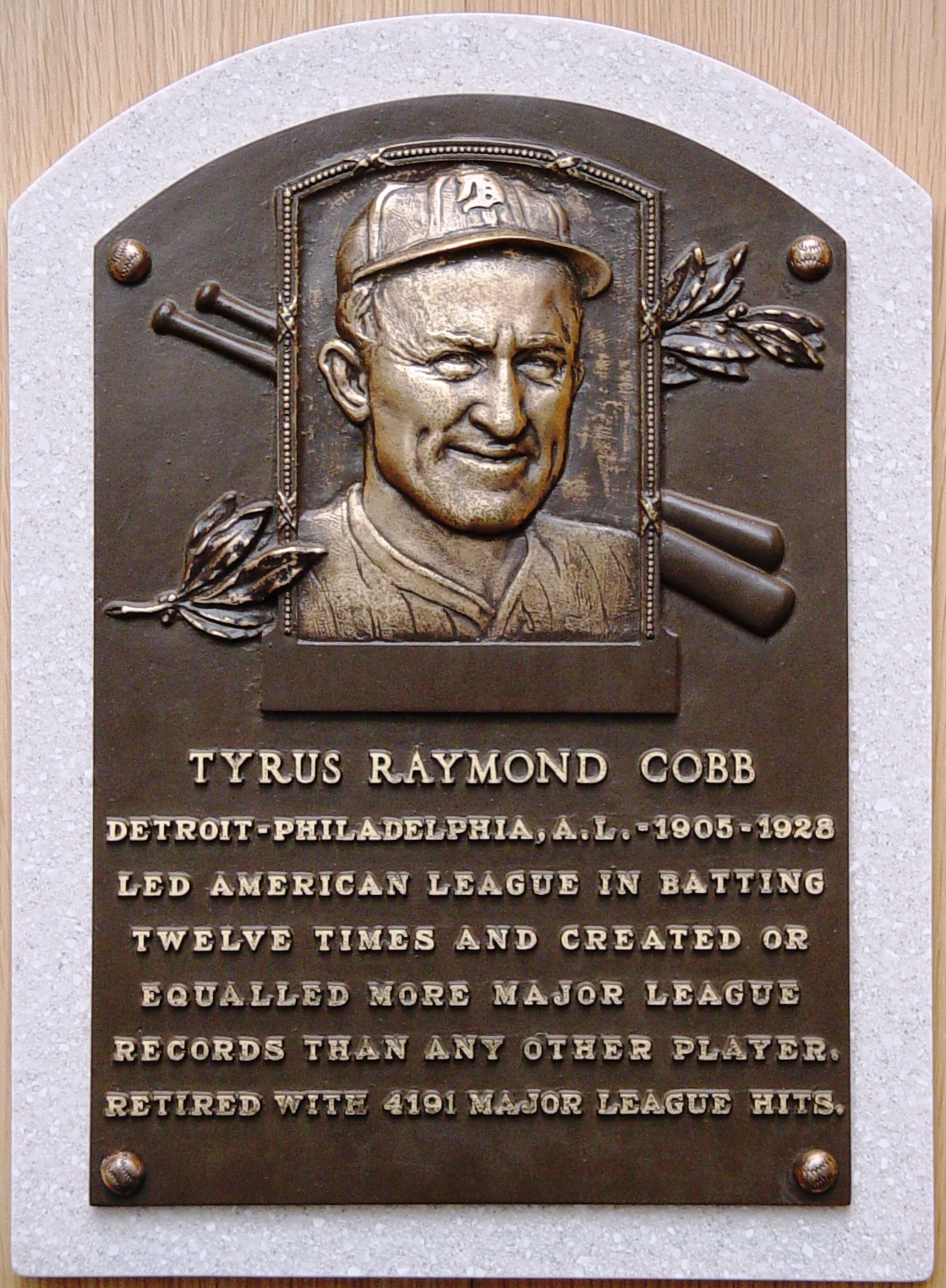
Plaque commémorative du Hall of Fame

Cobb est considéré comme l'un des meilleurs joueurs de l'histoire du sport, avec 12 titres de la meilleure moyenne au bâton, un triple couronne et un titre de meilleur joueur de la Ligue américaine. Il fut élu au Temple de la renommée du baseball en 1936 avec 98 % des appuis, l'un des cinq premiers joueurs élus. Il fut également élu à l'équipe du siècle en 1999 comme l'un des joueurs de champ extérieur. Il a établi environ 90 records des ligues majeures, y compris le plus grand nombre de coups sûrs, points, et la meilleure moyenne. Le « Ty Cobb Museum » fut ouvert en 1998.
Cobb n'était pas seulement fameux pour ses performances sur le terrain. Sa carrière fut controversée et il fut impliqué dans de nombreuses disputes et bagarres. Le 15 mai 1912, Cobb s'attaqua à Claude Lueker un observateur qui l'avait insulté. Le spectateur en question avait une seule main avec trois doigts, conséquence d'un accident industriel[pertinence contestée]. Plus tard, Cobb a initié une bagarre avec Billy Evans, un arbitre, après de nombreuses disputes sur le terrain.
Le film Cobb basé sur sa biographie et sur sa personnalité pour le moins particulière est paru en 1994. Tommy Lee Jones y interprète le rôle de Ty Cobb, décrit comme un sadique raciste et misogyne, détesté des foules malgré ses succès incomparables sur le terrain.

## Classements
- Premier pour la moyenne au bâton
- 5e pour les présences au bâton
- 2e pour les  coups sûrs
- 2e pour les points comptés
- 6e pour les points produits
- 5e pour le total de buts
- 7e pour le pourcentage de buts
- 4e pour les buts volés
- Douze fois champion frappeur (meilleure moyenne au bâton).
- Moyenne au bâton supérieure à .400 en 1911, 1912, et 1922.
- Élu au Temple de la renommée du baseball avec 98,23 % du vote.